# Raúl González (Boxer)
Raúl González Sánchez (* 5. Juni 1967) ist ein ehemaliger kubanischer Boxer. González war Bronzemedaillengewinner der Weltmeisterschaften 1995 und Silbermedaillengewinner der Panamerikanischen Spiele 1995 und der Olympischen Spiele 1992.

## Karriere
González war kubanischer Meister im Fliegengewicht (-51 kg) der Jahre 1989, 1990 und 1995 und schlug dabei u. a. Joel Casamayor.
1989 gewann Gonzáles die Zentralamerika- und Karibikspiele in Santo Domingo. Im Jahr darauf erkämpfte er sich einen dritten Platz beim Weltcup in Dublin, wobei er im Halbfinale gegen István Kovács, Ungarn (20:7), ausschied. 1992 erreichte er dann bei den Olympischen Spielen nach Siegen über Leszek Olszewski, Polen (15:7), Moses Malagu, Nigeria (RSC 2.), den Gewinner der Zentralamerika- und Karibikspiele 1990 David Serradas, Venezuela (14:7), und Tim Austin, USA (RSC 1.), das Finale. In diesem stand González der Nordkoreaner Choi Chol-su gegenüber, der im Laufe des Turniers bereits den Welt- und Europameister Kovács geschlagen hatte. Er unterlag ihm mit 12:2 Punkten.
Nachdem er sich zwei Jahre nicht auf nationaler Ebene hatte durchsetzen können, qualifizierte sich González 1995 für die Panamerikanischen Spiele in Mar del Plata, bei denen er nach einer Finalniederlage gegen Joan Guzmán, Dominikanische Republik (16:11), die Silbermedaille errang. Nur zwei Monate später erreichte er bei den Weltmeisterschaften in Berlin, nachdem er u. a. Rustam Rahimov, Tadschikistan (8:6) geschlagen hatte, das Halbfinale. In diesem traf er auf den deutschen Vertreter Zoltan Lunka, dem er mit 11:8 Punkten unterlag.

## Quelle
- amateur-boxing.strefa.pl

| Personendaten    | Personendaten          |
| ---------------- | ---------------------- |
| NAME             | González, Raúl         |
| ALTERNATIVNAMEN  | González Sánchez, Raúl |
| KURZBESCHREIBUNG | kubanischer Boxer      |
| GEBURTSDATUM     | 5. Juni 1967           |